# Bouchetia
Bouchetia  es un género de plantas con flores perteneciente a la subfamilia Petunioideae, incluida en la familia de las solanáceas (Solanaceae). Comprende cuatro especies neotropicales.

## Taxonomía
El género fue descrito por DC. ex Dunal y publicado en Prodromus Systematis Naturalis Regni Vegetabilis 13(1): 589. 1852. La especie tipo es: Bouchetia erecta
Etimología
El género fue nombrado en honor del botánico francés Dominique Bouchet-Doumeng (1770-1845) de Montpellier.

## Especies aceptadas
A continuación se brinda un listado de las especies del género Bouchetia aceptadas hasta julio de 2015, ordenadas alfabéticamente. Para cada una se indica el nombre binomial seguido del autor, abreviado según las convenciones y usos.	
- Bouchetia anomala
- Bouchetia arniatera
- Bouchetia erecta
- Bouchetia procumbens